# 奥勒·塞特
奥勒·塞特（挪威語：Ole Sæther，1870年1月23日—1946年10月13日），挪威男子射击运动员。他曾代表挪威参加1900年、1908年和1912年夏季奥林匹克运动会射击比赛，共获得一枚金牌、两枚银牌和一枚铜牌。